# Freud (singolo)
Freud è un singolo del cantautore italiano Nek, pubblicato il 31 marzo 2017 come quarto estratto dal tredicesimo album in studio Unici.
Il brano ha visto la partecipazione vocale del rapper italiano J-Ax.

## Video musicale
Il videoclip, diretto da The Astronauts e pubblicato il 7 aprile 2017, mostra un ragazzo che si trova in un'austera biblioteca dove si manifestano eventi surreali, tra realtà e immaginazione; Nek e J-Ax cominciano ad apparire ovunque, assumendo sembianze di altri e divenendo co-protagonisti e complici di un surreale e divertente loop psicologico.

## Classifiche
| Classifica (2017)         | Posizione massima |
| ------------------------- | ----------------- |
| Italia                    | 59                |
| Italia (airplay italiane) | 2                 |